# Міський мистецький навчальний заклад «Натхнення»
Міський мистецький навчальний заклад «Натхнення» (ММНЗ «Натхнення») — школа мистецтв у Києві. Заснована у 2000 році рішенням Київської міської ради. У складі закладу працюють: Київська муніципальна українська академія танцю імені Сержа Лифаря, Хореографічна школа-студія педагогічної практики при училищі хореографічного мистецтва «Київська муніципальна українська академія танцю імені Сержа Лифаря». Дитяча школа мистецтв №7. 
Відзнаки та досягнення закладу: учні та студенти є лауреатами Х Московського міжнародного конкурсу артистів балету та хореографів (2005), VI Міжнародного конкурсу артистів балету імені Сержа Лифаря (квітень 2006 року), VI Міжнародного конкурсу «Гран-Па» (квітень 2007 року, 2008 рік), стипендіати Київського міського голови (червень 2006 року), переможцями та лауреатами багатьох міських всеукраїнських та міжнародних конкурсів і фестивалів.
У репертуарі закладу є навчальні спектаклі та концертні програми, які кілька разів на рік, як сценічна практика, показуються на сцені Національної опери України та постійно у навчальному театрі ММНЗ «Натхнення» для учнів шкіл, малозабезпечених та соціально не захищених мешканців Деснянського району міста Києва .